# فاديم أبراموف
فاديم ابراموف (5 أغسطس 1962 بباكو في أذربيجان - ) (بالأرمنية: Վադիմ Աբրամով)‏ هو مدرب كرة قدم ولاعب كرة قدم أذربيجاني في مركز الدفاع. لعب مع نادي تافريا سيمفروبول ونادي سوغديانا جيزك وFC Chayka-VMS Sevastopol ‏.

## روابط خارجية
- فاديم ابراموف على موقع قاعدة بيانات كرة القدم.إي يو (الإنجليزية)
- فاديم ابراموف على موقع Soccerway.com (الإنجليزية)
- فاديم ابراموف على موقع عالم كرة القدم.نت (الإنجليزية)